# Sandy Baltimore
Sandy Baltimoreⓘ, własc. Sandy Madeleine Baltimore (ur. 19 lutego 2000 w Colombes) – francusko-martynikańska piłkarka, występująca na pozycji napastniczki w angielskim klubie Chelsea F.C. oraz w reprezentacji Francji. Uczestniczka Igrzysk Olimpijskich 2024 w Paryżu oraz Mistrzostw Europy 2022 i 2025.

## Statystyki

### Klubowe
Na podstawie:
| Klub                     | Sezonów | Liga                    | Liga  | Liga   | Puchar krajowy | Puchar krajowy | Kontynentalne | Kontynentalne | Suma  | Suma   |
| Klub                     | Sezonów | Liga                    | Mecze | Bramki | Mecze          | Bramki         | Mecze         | Bramki        | Mecze | Bramki |
| ------------------------ | ------- | ----------------------- | ----- | ------ | -------------- | -------------- | ------------- | ------------- | ----- | ------ |
| Paris Saint-Germain F.C. | 8       | Division 1 Féminine     | 110   | 28     | 19             | 2              | 42            | 6             | 171   | 36     |
| Chelsea F.C.             | 1       | FA Women’s Super League | 15    | 4      | 6              | 3              | 8             | 2             | 27    | 3      |
|                          | Łącznie | Łącznie                 | 125   | 32     | 25             | 5              | 50            | 8             | 200   | 45     |

### Reprezentacyjne
Na podstawie:
| Gole w reprezentacji | Gole w reprezentacji | Gole w reprezentacji | Gole w reprezentacji | Gole w reprezentacji | Gole w reprezentacji | Gole w reprezentacji | Gole w reprezentacji    |
| Lp.                  | Data                 | Miasto               | Przeciwnik           | Wynik                | Gole                 | Inne                 | Rozgrywki               |
| -------------------- | -------------------- | -------------------- | -------------------- | -------------------- | -------------------- | -------------------- | ----------------------- |
| 1.                   | 01.12.2020           | Paryż                | Kazachstan           | 12:0 (7:0)           | 71'                  | asysta               | Eliminacje EURO 2022    |
| 2.                   | 09.04.2021           | Caen                 | Anglia               | 3:1 (1:0)            | 32'                  |                      | mecz towarzyski         |
| 3.                   | 06.09.2022           | Sedan                | Grecja               | 5:1 (4:1)            | 59'                  | 2 asysty             | Eliminacje MŚ 2023      |
| 4.                   | 25.10.2024           |                      | Jamajka              | 3:0 (2:0)            | 48'                  |                      | mecz towarzyski         |
| 5.                   | 25.02.2025           | Le Mans              | Islandia             | 3:2 (2:1)            | 65'                  |                      | Liga Narodów UEFA       |
| 6.                   | 04.04.2025           | St. Gallen           | Szwajcaria           | 2:0 (2:0)            | 15'                  |                      | Liga Narodów UEFA       |
| 7.                   | 08.04.2025           | Oslo                 | Norwegia             | 2:0 (0:0)            | 76'                  |                      | Liga Narodów UEFA       |
| 8.                   | 30.05.2025           | Tomblaine            | Szwajcaria           | 4:0 (3:0)            | 19'                  |                      | Liga Narodów UEFA       |
| 9.                   | 03.06.2025           | Reykjavík            | Islandia             | 2:0 (0:0)            | 74'                  |                      | Liga Narodów UEFA       |
| 10.                  | 025.07.2025          | Zurych               | Anglia               | 2:1 (2:0)            | 39'                  |                      | Mistrzostwa Europy 2025 |

## Sukcesy
Na podstawie:

### Klubowe
- Mistrzyni Francji 2020/21
- Mistrzyni Anglii 2024/25
- Puchar Francji 2018, 2021/22, 2023/24
- Puchar Anglii 2024/25

### Reprezentacyjne
- Mistrzostwo Europy U-19 2019